# Championnats de France de paratriathlon 2017
Navigation
2016 2018
Les championnats de France de paratriathlon 2017 ont lieu à Gravelines le dimanche 3 septembre 2017.

## Palmarès
Classement général de la course qui s'est déroulée sur distance S, ils mettent en œuvre la nouvelle classification de handicap validée par la Fédération internationale de triathlon.

### Hommes
| Position           | PTWC              | PTS2               | PTS3           | PTS4                | PTS5              | PTVI             |
| ------------------ | ----------------- | ------------------ | -------------- | ------------------- | ----------------- | ---------------- |
| Médaille d'or      | Alexandre Paviza  | Stéphane Bahier    | Michaël Herter | Alexis Hanquinquant | Yannick Bourseaux | Arnaud Grandjean |
| Médaille d'argent  | Sébastien Declerk | Jules Ribstein     | NA             | Franck Paget        | Maxime Maurel     | Antoine Perel    |
| Médaille de bronze | Yves Lefevre      | Christophe Guerrin | NA             | Pierre David Pagan  | Antoine Besse     | Savio Arnaud     |

### Femmes
| Position           | PTWC         | PTS2 | PTS3 | PTS4 | PTS5             | PTVI              |
| ------------------ | ------------ | ---- | ---- | ---- | ---------------- | ----------------- |
| Médaille d'or      | Mona Francis | NA   | NA   | NA   | Gwladys Lemoussu | Annouck Curzillat |
| Médaille d'argent  | NA           | NA   | NA   | NA   | Sandra Chaleteix | NA                |
| Médaille de bronze | NA           | NA   | NA   | NA   | NA               | NA                |